# Leandro Ezquerra
Leandro Ezquerra, vollständiger Name Leandro Ezquerra de León, (* 5. Juni 1986 in Montevideo) ist ein ehemaliger uruguayischer Fußballspieler.

## Karriere

### Verein
Der 1,77 Meter große Mittelfeldakteur Ezquerra stand zu Beginn seiner Karriere von der Clausura 2003 bis in die Clausura 2009 in Reihen des in Montevideo beheimateten Erstligisten River Plate Montevideo. In der Spielzeit 2008/09 ist ein Erstligatreffer für ihn verzeichnet. In der Saison 2009/10 spielte er für den Ligakonkurrenten Defensor Sporting und bestritt beim ebenfalls in der uruguayischen Hauptstadt angesiedelten Klub zwölf Partien (kein Tor) in der Primera División. Seit der Apertura 2010 war erneut River Plate Montevideo sein Arbeitgeber. In der Spielzeit 2010/11 lief er in elf Erstligaspielen (kein Tor) und zwei Begegnungen (kein Tor) der Copa Sudamericana auf. Für die Apertura 2011 schloss er sich El Tanque Sisley an. Dort absolvierte er zehn Erstligapartien (ein Tor). Am Jahresende führte sein Karriereweg erstmals ins Ausland. Er begann ein Engagement in Brasilien bei Grêmio Esportivo Brasil. Anfang August 2012 folgte ein Wechsel in den Norden Südamerikas zu Atlético Venezuela. Bei den Venezolanern traf er fünfmal bei 29 Einsätzen in der Primera División. Im Oktober 2013 kehrte er nach Uruguay zurück und unterschrieb beim Erstligisten Racing. Der Trainer stellte ihn in der Saison 2013/14 16-mal in der höchsten uruguayischen Spielklasse auf. Dabei schoss Ezquerra vier Tore. Nach der Clausura 2014 verließ er den Klub und schloss sich dem Erstligisten Huachipato aus Chile an. In der Spielzeit 2014/15 wurde er 29-mal (ein Tor) in der chilenischen Primera División, einmal (kein Tor) in der Copa Chile und sechsmal (kein Tor) in der Copa Sudamericana 2014 eingesetzt. Im Juli 2015 kehrte er zu Racing zurück. In der Saison 2015/16 bestritt er dort 22 Erstligaspiele und schoss fünf Tore. Anfang Januar 2017 wechselte er innerhalb der Liga zu Juventud. Beim Klub aus Las Piedras wurde er in der Apertura und im Torneo Intermedio insgesamt in 19 Erstligaspielen (ein Tor) eingesetzt.
Am 23. Juli 2017 verließ er aufgrund von Differenzen mit der Klubführung mit sofortiger Wirkung gemeinsam mit Damián Macaluso und Roberto Hernández den Verein.

### Nationalmannschaft
Ezquerra gehörte der von Jorge Da Silva trainierten U-17-Auswahl Uruguays an, die an der U-17-Südamerikameisterschaft 2003 in Bolivien teilnahm und den 4. Platz belegte. 2005 war der Teil des Aufgebots der uruguayischen U-20-Auswahl bei der U-20-Südamerikameisterschaft 2005 in Kolumbien. Er war mindestens im Juni 2007 Mitglied der von Roland Marcenaro betreuten U-23-Auswahl Uruguays. Er debütierte am 12. September 2007 beim 0:0-Unentschieden im Freundschaftsspiel gegen Südafrika unter Trainer Óscar Tabárez in der uruguayischen A-Nationalmannschaft, als er in der 84. Spielminute für Jorge Fucile eingewechselt wurde. Ein weiterer Länderspieleinsatz folgte nicht.